# Takuya Okamoto
Takuya Okamoto (født 18. juni 1992) er en japansk fodboldspiller, som spiller for den japanske fodboldklub Shonan Bellmare.